# Dave Annable
David Rodman Annable va nàixer el 15 de setembre de 1979 en Suffern, estat de Nova York, EUA. Dave Annable s'ha anat convertint en un dels actors de Hollywood més sol·licitats, per la seua combinació de talent i afabilitat.
Annable és principalment conegut pel seu paper en l'aclamat drama de la FOX Reunion, una sèrie de misteri en les quals cada episodi revela una pista d'un assassinat.
Per a la pantalla gran, Annable va interpretar el paper de Bean en la pel·lícula de Nick Hurran Little Black Book, al costat de Brittany Murphy, Kathy Bates i Holly Hunter.
Apassionat de l'esport, Annable va créixer en Walden, una menuda ciutat de l'estat de Nova York, jugant al beisbol, al rugbi i a l'hoquei. Va ser a la universitat en SUNY Plattsburgh, on es va fer membre de la PSTV (Plattsburgh State Television). També va cursar estudis d'interpretació en la reconeguda Neighborhood Playhouse a Nova York amb Richard Pinter.
En l'actualitat co-protagonitza juntament amb Calista Flockhart la telesèrie "Brothers & Sisters".